# 四叠氮化钛
四叠氮化钛是一种无机化合物，化学式为Ti(N3)4，对振动十分敏感。它是正四面体分子，具有Td对称性。它最初于2003年被预测，2004年被合成。它可由四氟化钛和三甲基叠氮硅烷于-196 °C在乙腈中反应，再升温至室温得到。
它和叠氮化四苯基鏻反应，可以得到(PPh4)[Ti(N3)5]和(PPh4)2[Ti(N3)6]。
同族的二元化合物Zr(N3)4和Hf(N3)4尚属未知。